# John Edwin Sandys
John Edwin Sandys (Leicester, 19 maggio 1844 – Cambridge, 6 luglio 1922) è stato un filologo classico britannico.

## Biografia
Era figlio del reverendo Timothy Sandys della Church Missionary Society e di Rebecca Swain. Visse i suoi primi anni in India, poi a 11 anni fece ritorno in Inghilterra per essere educato presso la Church Missionary Society School di Islington, poi alla Repton School. Nel 1863 vinse una borsa di studio per il St John's College di Cambridge.
Vinse diversi premi per la prosa greca e latina. Nel 1867 fu nominato Fellow nel suo college, poi fu scelto per un lettorato e infine per il ruolo di tutor. Ebbe nel 1876 il titolo di pubblico oratore (alla fine della carriera, nel 1919, ebbe il titolo onorifico di orator emeritus). Gli furono assegnati dottorati honoris causa dalle Università di Dublino (1892), Edimburgo (1909), Atene (1912) e Oxford (1920). Fu nominato Fellow of the British Academy (FBA) in 1909, nonché Comandante del greco Ordine del Salvatore (Τάγμα του σωτήρος). Fu inoltre nominato baronetto (sir).
La sua attività filologica si esplicò nella pubblicazione di edizioni critiche di numerosi testi (ad esempio, la Retorica di Aristotele). Inoltre pubblicò: An Easter Vacation in Greece (1886);  una traduzione e ampliamento, con Henry Nettleship, di Oskar Seyffert, A Dictionary of Classical Antiquities, Mythology, Religion, Literature, and Art (1891) e  The Harvard Lectures on the Revival of Learning (1905).  La sua opera più importante è, però, History of Classical Scholarship (volume I, seconda edizione, 1906; volumi II e III, 1910).  Degna di nota infine la supervisione editoriale di A Companion to Latin Studies (1910; seconda edizione, 1913).
Nel 1880 sposò Mary Grainger, la figlia del vicario della St Paul's Church di Cambridge. Non ebbero figli.

Sandys morì il 6 luglio 1922 a Cambridge.